# Вичомађо
Вичомађо (итал. Viciomaggio) јесте насеље у Италији у округу Арецо, региону Тоскана.
Према процени из 2011. у насељу је живело 1021 становника. Насеље се налази на надморској висини од 273 м.